# Kaspar Dalgas
Kaspar Dalgas (ur. 11 maja 1976 w Vejle) – duński piłkarz, występujący na pozycji napastnika.

## Życiorys
Wychowanek Vejle FC, był także członkiem juniorów Vejle BK. W 1994 roku został włączony do pierwszej drużyny. W pierwszym zespole Vejle zadebiutował 9 kwietnia 1995 roku w wygranym 4:2 meczu z B 93. Po awansie jego klubu występował dla Vejle w Superligaen. W lidze tej zadebiutował 30 lipca 1995 roku w przegranym 1:3 spotkaniu z Brøndby IF. W klubie tym występował do 2001 roku, rozgrywając dla niego łącznie 146 meczów i zdobywając 45 goli. W sezonie 2001/2002 występował w OB. W lidze zdobył wówczas 22 bramki, zostając królem strzelców Superligaen. Latem 2002 roku przeszedł do Brøndby. W klubie tym rozegrał 45 meczów ligowych. W 2004 roku doznał kontuzji kolana, która wykluczyła go z gry na ponad rok. W marcu 2006 roku zakończył karierę.

## Statystyki ligowe
| Sezon         | Klub       | Liga        | Mecze | Gole |
| ------------- | ---------- | ----------- | ----- | ---- |
| 1994/1995     | Vejle BK   | 1. division | ?     | 4    |
| 1995/1996     | Vejle BK   | Superligaen | 8     | 2    |
| 1996/1997     | Vejle BK   | Superligaen | 0     | 0    |
| 1997/1998     | Vejle BK   | Superligaen | 22    | 3    |
| 1998/1999     | Vejle BK   | Superligaen | 32    | 13   |
| 1999/2000     | Vejle BK   | Superligaen | 29    | 3    |
| 2000/2001     | Vejle BK   | 1. division | ?     | 19   |
| 2001/2002     | Odense BK  | Superligaen | 31    | 22   |
| 2002/2003     | Brøndby IF | Superligaen | 33    | 8    |
| 2003/2004     | Brøndby IF | Superligaen | 12    | 0    |
| 2004/2005     | Brøndby IF | Superligaen | 0     | 0    |
| 2005/2006 (j) | Brøndby IF | Superligaen | 0     | 0    |